# Walter Bickel

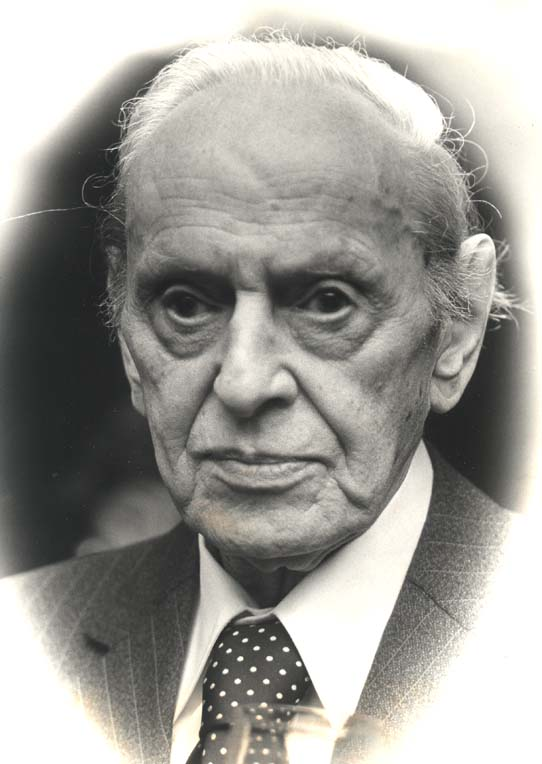
Walter Bickel

Walter Bickel (* 15. April 1888 in Berlin; † 26. Februar 1982 ebenda) war ein deutscher Koch, Fachjournalist sowie Verfasser und Übersetzer von Fachbüchern der Gastronomie.

## Leben
In Berlin geboren, zog Walter Bickel mit seinen Eltern sowie seinen drei Schwestern 1893 nach London. Dort besuchte er eine englische Schule.
Ab 1914 hatte er Fronteinsätze an der Ost- und Westfront, für die ihm u. a. das „Eiserne Kreuz“ 1. und 2. Klasse verliehen wurden. Von 1917 bis 1921 war er in französischer Kriegsgefangenschaft, zuletzt in Avignon.
1925 heiratete er Elli Burandt. Die Ehe, aus der die Tochter Lilli stammte, wurde jedoch 1931 wieder geschieden. Am 15. August 1941 fand seine zweite Heirat mit Erika Strehlow statt, die bis zu seinem Tod anhielt. Aus dieser Ehe stammt sein Sohn Roland. Eine Tochter ist kurz nach ihrer Geburt verstorben.
Kurz vor Ende des Zweiten Weltkrieges wurde er zum „Volkssturm“ eingezogen und geriet von April bis Juni 1945 in sowjetische Gefangenschaft.

## Beruf
1902 trat er, als einziger Deutscher in einer französischen Brigade, eine Lehre als Koch und Pâtissier im „Restaurant Frascati“ in London an.
Nach erfolgreichem Abschluss der Lehre folgten Stationen an unterschiedlichen Posten im „Midland Hotel“, Manchester; „Trocadero Restaurant“ und „Hotel Claridge“, London; „Restaurant Turbigo“ und „Restaurant Paillard“, Paris; „States Restaurant“, Liverpool und im Hotel Frankfurter Hof, Frankfurt. Schließlich war er als Küchenchef bei Prinz Friedrich Leopold von Preußen im Jagdschloss Glienicke und im Casino der Siemens-Direktion in Berlin tätig.
Nach der Rückkehr aus französischer Gefangenschaft führte er für kurze Zeit das Casino der Siemens-Direktion, bis er als Küchenchef in zwei großen Herrschaftshäusern in Berlin tätig wurde. 1927 wurde ihm das Küchenmeister-Diplom des Vereins deutscher Privat-Köche verliehen.
Parallel zu seiner Tätigkeit als Küchenmeister schrieb er Artikel für Fachzeitschriften und war ab 1924 Mitherausgeber und Redakteur der Zeitschrift Die herrschaftliche Küche, die von 1932 bis zu ihrer Einstellung 1934 als Küche und Tafel im Carl Hinstorff Verlag, Rostock, erschien. Außerdem begann er bereits mit dem Überarbeiten und Schreiben diverser Fachbücher.
Sein weiterer Weg führte ihn unter anderem als Küchenchef an die Deutsche Botschaft in Paris, an den rumänischen Hof bei Prinz Nicolai und zur Weltausstellung in Paris 1937 in das „Restaurant Horcher“ im Deutschen Pavillon. Danach war er, auf seine internationalen Kontakte setzend, bereit die Direktion der Reichskochschule in Frankfurt am Main zu übernehmen. Dies schloss die Zuständigkeit für das Kochkunstmuseum ein, das er unbedingt erhalten wollte. Er musste diese jedoch bald wieder abgeben. Von 1938 bis 1945 war er stellvertretender Küchendirektor der Betriebsgemeinschaft Aschinger AG/Kempinski Weinhaus GmbH – damals größter gastronomischer Konzern in Europa.
Nach der Entlassung aus der zweiten Gefangenschaft war er für kurze Zeit in der Küche des amerikanischen Hauptquartiers in Berlin tätig. Von 1946 bis 1949 war er Küchenchef des britischen Stadtkommandanten in Berlin.
Ab 1950 und bis zu seinem Tod war er nur noch als Fachschriftsteller, Autor, Redakteur, Überarbeiter und Übersetzer von Fachbüchern tätig. Von 1950 bis 1980 war er fester Mitarbeiter der Allgemeinen Hotel- und Gaststätten-Zeitung, die im Hugo Matthaes Verlag, Stuttgart, erschien. Von 1951 bis 1963 war Bickel außerdem Redakteur der Fachzeitschrift Die Küche – Offizielles Organ des Verbandes der Köche Deutschlands e. V., Frankfurt.

## Schriften

### Eigene Bücher
- Moderne Eierspeisen, 1927. Die 2. überarbeitete Auflage erschien 1932.
- Reihe Die Küche der Welt, Band 1: Frankreich, 1936
- Dekameron der Feinschmecker, 1936
- Deutsche Landesküchen, 1949
- Feste, Fresser, Feinschmecker, 1951 (ausgezeichnet als beste Einbandgestaltung)
- Die Gemeinschaftsküche, 1954 (1965 Silbermedaille vom Fachverband deutscher Gemeinschaftsverpfleger)
- Erlesene Cocktail-Bissen, 1957
- Die Landesküchen Frankreichs, 1956
- Der Menschheit größte Leidenschaft, 1959
- Who is Who auf der Speisekarte (1967 unter dem Titel Wer ist Wer auf der Speisekarte?)
- Aus der Küche geplaudert – Berühmte Gerichte und ihre Geschichten, 1967
- Das große internationale Konditoreibuch, 1970
- Wild und Geflügel in der Internationalen Küche, 1974
- mit Pierre Mengelatte und Albin Abélanet: Buffets und Empfänge in der internationalen Küche, 1976
- Fische und Krustentiere, 1978
- Der Koch als Patissier
- zusammen mit Felix Henseleit: Berlin à la carte, 1972

### Übersetzungen und Bearbeitungen
- Kochkunst-Bibliothek, 1949 Überarbeitung der Reihe. Die meisten der Titel stammen ursprünglich von anderen Küchenmeistern ihrer Zeit (Matthaeus Carl Banzer, Johannes Berlin, Franz Joseph Beutel, Richard Boelke, Moritz Richter und Rudolf Seher).
- Auguste Escoffiers Kochkunstführer, 1949 Überarbeitung und Übersetzung.
- Richard Hering: Lexikon der Küche, Überarbeitung 1952 bis 1976
- Mary Hahn: Praktisches Kochbuch für die bürgerliche Küche, Übersetzung.
- Jean Anthelme Brillat-Savarin: Die echte französische Küche (La vraie cuisine française), 1955
- Henri-Paul Pellaprat: Koche gut und neuzeitlich (Les meilleures recettes de cuisine et pâtisserie), Übersetzung und Bearbeitung 1956
- Henri Paul Pellaprat: Die moderne französische Kochkunst (L’art culinaire moderne), Bern 1959 (Übersetzung, Bearbeitung und Erweiterung gemeinsam mit weiteren Autoren)
- Henri Paul Pellaprat: Der große Pellaprat. Die moderne französische und internationale Kochkunst, 1966
- Henri Paul Pellaprat: Die feine Küche (Le nouveau guide culinaire), 1969, Übersetzung und Bearbeitung; erschien nach mehrmaliger Überarbeitung 1977 als Der kleine Pellaprat

Viele von Bickels Büchern wurden bei der Internationalen Kochkunst-Ausstellung (IKA) in Frankfurt am Main, der HOSPES in Bern, der Gastronomischen Akademie Deutschlands (GAD) und von anderen mit Bronze-, Silber- und Goldmedaillen sowie der Goldenen Feder prämiert.

## Mitgliedschaften und Ehrungen
- Ehrenmitglied des Vereins Berliner Köche 1841 e. V., der Küchenmeister-Innung zu Berlin 1889 e. V., des Verbands der Köche Deutschlands e. V. (VKD), der Gastronomischen Akademie Deutschlands e. V. (GAD) sowie weiterer in- und ausländischer Fachverbände, wie Fraternelle des Cuisiniers du Comtat Venaissin.

- 1961 Medaille für kulinarische Verdienste des VKD
- 1963 Goldmedaille des VKD
- 1972 Eugen-Lacroix-Medaille
- 1972 Carl-Friedrich-von-Rumohr-Ring der Gastronomischen Akademie Deutschlands 1972.

1959 war er mit Eugen Lacroix Ideengeber und Gründungsmitglied der GAD. Als offizieller Vertreter der GAD und des VKD war er Ehrengast anlässlich der Eröffnung des Auguste-Escoffier-Museum in Villeneuve-Loubet, Frankreich, am 2. Mai 1966.
Von ihm kreierte Gerichte sind u. a. Geflügelcremesuppe „Ilona“, Rehkoteletts „Eugen Lacroix“ und Fogasch „Kârolyi“.
Rezepte, die nach ihm benannt wurden, sind u. a. Lammrücken „Walter Bickel“ mit Sauce „Walter Bickel“.